# Крейванцевский сельсовет
Крейванцевский сельсовет — административная единица на территории Ошмянского района Гродненской области Белоруссии.

## Состав
Крейванцевский сельсовет включает 44 населённых пункта:
- Андрейкишки — хутор.
- Антоны — деревня.
- Бетюны — деревня.
- Бикяны — деревня.
- Барово — хутор.
- Буняны — деревня.
- Буртишки — деревня.
- Буянишки — деревня.
- Бычки — деревня.
- Вельбутово[1] — деревня.
- Высока — хутор.
- Гольмонты — деревня.
- Гордиевцы — деревня.
- Гурели — деревня.
- Дялино — хутор.
- Жодовка — деревня.
- Кади — деревня.
- Касневщина — хутор.
- Кибы — деревня.
- Козорезы[2] — деревня.
- Касатишки — хутор.
- Крейванцы — агрогородок.
- Кривая — хутор.
- Крыжалевщина[3] — хутор.
- Куцкуны[4] — деревня.
- Лапейки — деревня.
- Латвели — деревня.
- Липняги — хутор.
- Лукшаны — деревня.
- Малаки — деревня.
- Мартиново — хутор.
- Масловщина[5] — деревня.
- Мельница — хутор.
- Микулишки — деревня.
- Мурины — деревня.
- Нартуны — деревня.
- Онжадово — деревня.
- Пиктуша — хутор.
- Скирмантишки — хутор.
- Старая Тарасовщина — деревня.
- Стульги — деревня.
- Талеи — деревня.
- Тишканы — деревня.
- Юсялишки — деревня.

Упразднённые населённые пункты на территории сельсовета: хутор Гудоловка.